# Binodoxys takecallis
Binodoxys takecallis är en stekelart som först beskrevs av Das och Chakrabarti 1989.  Binodoxys takecallis ingår i släktet Binodoxys och familjen bracksteklar. Inga underarter finns listade.